# Радосав
Радосав је српско и црногорско мушко име. Може се односити на:
- Радосав Петровић (рођен 1989), српски фудбалер
- Радосав Стојановић (рођен 1950), српски књижевник